# Domus Vista
Domus Vista ligger vid Roskildevej i Frederiksbergs kommun nära Köpenhamn och är med sina 102 meter Danmarks tredje högsta bostadshus, efter Lighthouse och Pasteurs Tårn. Domus Vista ritades av arkitekten Ole Hagen och stod färdigt 1969. Byggnaden har 30 våningar och 470 lägenheter. De nedersta våningarna var ursprungligen hotell med restaurang och sällskapsutrymmen. Hotellet stängde dock i början av 1970-talet. Istället finns nu i bottenvåningen ett butikscentrum och en biblioteksfilial.